# Aleš Ryška
Aleš Ryška (* 16. února 1972) je bývalý český fotbalový záložník. Žije v Jankovicích na Kroměřížsku.

## Hráčská kariéra
V nejvyšší soutěži ČR nastoupil ve 47 utkáních za SK Sigma Olomouc (36), FC Karviná (9) a SK Hradec Králové (2), aniž by skóroval. Ve druhé lize hrál za Zlín, Jihlavu, Prostějov a Kroměříž. V MSFL působil v Uherském Brodě, B-mužstvu Sigmy Olomouc a Hanácké Slavii Kroměříž. Na jaře 1996 hrál I. A třídu Středomoravské župy za TJ Sokol Mysločovice.

### Ligová bilance
| Ročník                              | Zápasy | Góly | Minuty | Klub                       |
| ----------------------------------- | ------ | ---- | ------ | -------------------------- |
| MSFL 1996/97                        | –      | 5    | –      | ČSK Uherský Brod           |
| MSFL 1996/97                        | –      | 3    | –      | SK Sigma Olomouc „B“       |
| I. liga 1996/97                     | 7      | 0    | 163    | SK Sigma Olomouc           |
| I. liga 1997/98                     | 21     | 0    | 1 334  | SK Sigma Olomouc           |
| I. liga 1998/99                     | 8      | 0    | 290    | SK Sigma Olomouc           |
| I. liga 1998/99                     | 9      | 0    | 713    | FC Karviná                 |
| II. liga 1999/00                    | 26     | 3    | –      | FC Svit Zlín               |
| II. liga 2000/01                    | 28     | 2    | –      | FC Vysočina Jihlava        |
| II. liga 2001/02                    | 15     | 2    | –      | FC Vysočina Jihlava        |
| II. liga 2001/02                    | 10     | 1    | –      | SK LeRK Prostějov          |
| I. liga 2001/02                     | 2      | 0    | 116    | SK Hradec Králové          |
| II. liga 2002/03                    | 15     | 1    | –      | FC Vysočina Jihlava        |
| MSFL 2003/04                        | –      | 3    | –      | SK Hanácká Slavia Kroměříž |
| II. liga 2004/05                    | 23     | 7    | –      | SK Hanácká Slavia Kroměříž |
| CELKEM I. LIGA (1997–2002)          | 47     | 0    | 2 616  |                            |
| CELKEM II. LIGA (1999–2005)         | 117    | 16   | –      |                            |
| CELKEM III. LIGA – MSFL (1996–2004) | –      | 11   | –      |                            |